# Командитно дружество с акции

## Същност
Командитното дружество с акции (КДА) е хибридно капиталово дружество. В него се наблюдават елементи както на акционерно дружество (АД), така и командитно дружество (KД). Правната му уредба е със смесен характер, поради това, че в Търговския закон съдържа норми уреждащи именно Командитното дружество с акции - глава Петнадесета чл. 253-260 ТЗ. Към КДА са приложими и нормите регулиращи СД, АД и обикновеното Командитно дружество. Характерна особеност за КДА е наличието на две обособени групи съдружници - неограничено отговорни за задължение на дружеството, наричани комплиментари и ограничено отговорни - командитисти. Съдружници в КДА могат да бъдат физически и юридически лица, като за някои особени юридически лица е забранено да бъдат неограничено отговорни съдружници. Това са например общини и банки. Отликите с обикновеното КД се състои в това, че капиталът на дружеството е разпределен в акции. КДА носи най-голяма сигурност на кредиторите защото техните вземания са гарантирани от една страна от капитала на дружеството, а от друга - от имуществото на неограничено отговорните съдружници. Приема се, че КДА е търговско дружество на едрия капитал, но в сравнение с дружеството с ограничена отговорност и акционерното дружество е слабо разпространено.

## Образуване
За да бъде учредено е необходимо да има поне трима командитисти и един неограничено отговорен съдружник, т.е. са нужни поне четирима учредители. Основна роля в учредяването играят неограничено отговорните съдружници. Учредяването е със задължително учредително събрание, което се свиква от комплиментарите. На учредителното събрание те избират измежду участниците в подписката акционерите. Няма пречка комплиментар да бъде и акционер, но това не променя неговото качество на неограничено отговорен съдружник. Характерна особеност при образуването на КДА е наличието на два акта-устав и договор. При другите търговски дружества сключването на подготвителен договор е една факултативна възможност оставена на свободната преценка на учредителите, но в този случай то е вменено като тяхно задължение.
Уставът на КДА се изготвя от комплиментарите и следва да има съдържанието на устава на акционерно дружество и учредителния договор на командитно дружество - вида, броя и номиналната стойност на акциите, органите на управление и техните правомощия, двата вида съдружници, размер на капитала, начините за извършването на вноските и др. Минималния капитал за образуването на КДА е 50 000 лева. При регистрацията на дружеството е необходимо да е внесен поне 25 % от записания капитал.

## Права и задължения на съдружниците
Правата и задълженията на неограничено отговорните съдружниците в КДА са сходни с тези на комплиментарите в командитно дружество. Те участват в разпределението на печалбата съобразно направените вноски. Ако друго не е уговорено в устава комплиментаирите участват в разпределението на печалбата съобразно реално направените вноски. Ако определената в устава вноска не е покрита то от полагащата част от печалбата на комплиментара се прихваща невнесената част. В зависимост от направените вноски комплиментарите имат и съответна ликвидационна квота. По правило командитистите нямат право на обезщетение за разноските направени при воденето на дружествените дела както и за претърпените вреди в тази насока, защото тяхното участие е само капиталово - управлението и представителството на КДА се осъществява само и единствено от комплиментарите. Участието на командитистите е само капиталово. Но ако по изключение командитистите направят разноски или претърпят вреди при воденето на дружествените дела те имат право на обезщетение и лихва върху него. Без значение е дали командитистите са овластени или не за водене на дружествените работи.
Отговорността на комплиментарите е неогричена (отговарят за задълженията на дружеството до размера на притежаваното от тях имущество), солидарна (всеки съдружник отговаря до размера на вземането и кредиторът може да иска плащането от всеки от тях), лична, непряка, действа назад във времето (т.е няма никакво значение кога лицето е станало неограничено отговорен съдружник-преди по време или след възникване на задължението, той дължи при всички обстоятелства).
Командитистите имат правата и задълженията на акционерите в акционерно дружество, т.е. тяхната отговорност е до размера на направената вноска. Тук дори не може да се говори за отговорност, а по-скоро за поемането на стопански риск.

## Правомощия на органите за управление
КДА задължително се управлява по едностепенната система. Акционерите се сдружават в общо събрание, а комплиментарите в съвет на директорите. Правомощията на общото събрание следва да се определи в устава. Ако това не е направено следва да се приеме че общото събрание на акционерите в КДА има същите правомощия като общото събрание на акционерите в Акционерно дружество. Няма пречка в устава правомощията на общото събрание да се разширяват или ограничават за сметка или в полза на съвета на директорите. Член на общото събрание е и всеки комплиментар притежаващ акции, но той има само съвещателен глас.
Съвета на директорите е управителен и представителен орган на КДА. Чрез устава неговите правомощия могат да бъдат ограничавани или разширявани. В съвета на директорите задължително влизат всички неограничено отговорни съдружници без значение от техния брой, т.е. тук ограничението за броя на членовете на съвета на директорите в АД не важи. Членове на съвета не могат да бъдат външни лица или командитисти. Директорите могат да изберат един от тях за изпълнителен директор, който да осъществява оперативното ръководство според решенията на съвета.

## Прекратяване
Прекратителните основания могат да се разделят на три групи може да се отнася за:
- основания типични за КДА-спадане на командитистите под изискуемия минимум от 3 лица
- основания типични за събирателно дружество -напр. напускане на единствения комплиментар
- основания типични за акционерно дружество -спадане на капитала за 1 година под изискуемия минимум от 50 000 лева

По правило изклчването, напускането, смъртта ликвидацията или несъстоятелността на комплиментар води до прекратяване на КДА ако в устава не е указано друго. КДА може да се прекрати при трансформирането в друго дружество напр. АД или събирателно дружество или чрез вливане, сливане и разделяне.